# Transient

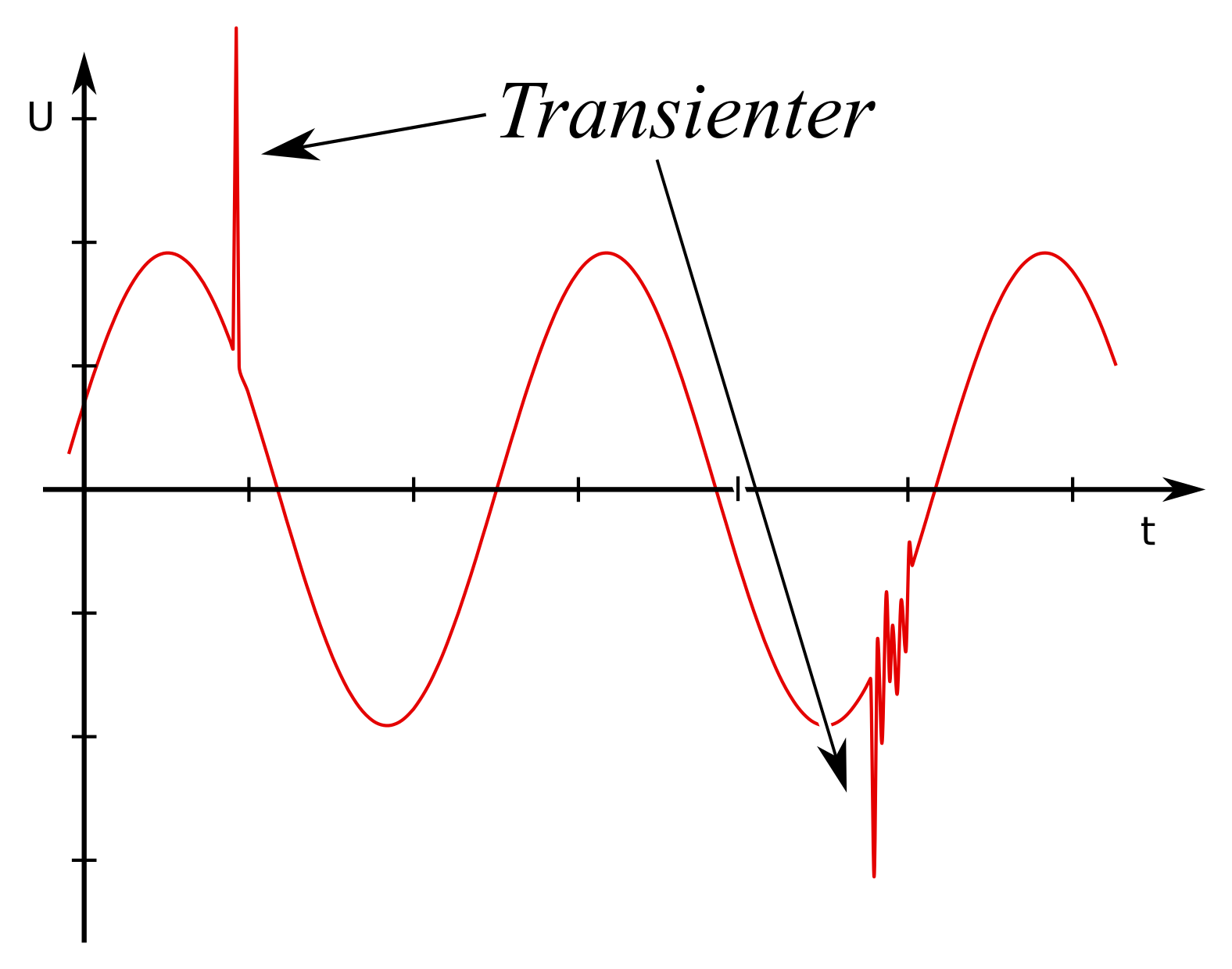
Transienter i ett spänningsförlopp

En transient (av latinets transeo ’förgå’, ’förflyta’) är ett svängningsförlopp av kort varaktighet. Ett exempel är anslaget på en trumma eller de kortlivade strömmar som uppstår i en elektrisk krets när en brytare öppnas eller sluts. En vanlig ekvation för den transienta delen av elektroniska kopplingsförlopp är K e-t,  som går mot noll när t går mot oändligheten.
Inom elektroniken är det vanligt att bortse från transienta förlopp, exempelvis vid användandet av jω-metoden för att beräkna strömmar.